# Осипово (Сокольский район)
Осипово — деревня в Сокольском районе Вологодской области.
Входит в состав Двиницкого сельского поселения, с точки зрения административно-территориального деления — в Двиницкий сельсовет.
Расстояние по автодороге до районного центра Сокола — 39 км, до центра муниципального образования Чекшина — 1 км.
По переписи 2002 года население — 14 человек.